# Central Plaza
O Central Plaza de dia, em abril de 2003
Central Plaza (Chinês tradicional: 中環廣場) é o segundo maior arranha-céu de Hong Kong. Com 374 metros de altura, o Central Plaza é ultrapassado somente pelo Two International Finance Centre (415 m). O edifício está localizado na Estrada Harbour 18, em Wan Chai, na ilha de Hong Kong. Foi o maior edifício da Ásia entre 1992 a 1996. Sua construção foi terminada em agosto de 1995. O prédio ultrapassou o Bank of China Tower e se tornou o segundo prédio mais alto de Hong Kong, atrás do Two International Finance Centre.
O edifício tem um plano triangular em todos os andares. No topo tem um relógio com luzes de neons que mudam de cor a cada 15 minutos indicando a mudança do quarto de hora.